# Mestaruussarja (1940)
Sezon 1940 był 11. edycją rozgrywek o mistrzostwo Finlandii. Nie grano systemem ligowym, tylko pucharowym ze względu na działania wojenne.

## Finał mistrzostw
- Sudet Viipuri 2-0 Turun Palloseura